# Moshe Rosman
Moshe (Murray) Rosman (ur. 4 lipca 1949 w Chicago) – izraelski historyk, specjalista w dziedzinie historii Żydów polskich, profesor Wydziału Historii Żydowskiej Uniwersytetu Bar-llana w Izraelu.

## Życiorys i działania naukowe
Pochodzi z polsko-żydowskiej rodziny, wywodzącej się z okolic Pińska. W 1971 rou otrzymał stopień licencjata w dziedzinie psychologii na Uniwersytecie Columbia w Nowym Jorku, w 1972 judaistyki w Jewish Theological Seminary of America. W 1973 zaczął studia doktoranckie z historii. W czasie studiów przyjechał do Polski (1978) i prowadził badania nad historią Żydów polskich w okresie nowożytnym. W 1979 z rodziną wyemigrował do Izraela. W październiku 1979 zaczął prowadzić zajęcia na Uniwersytecie Bar-Ilana jako wykładowca gościnny, a od 1982 jako wykładowca i starszy wykładowca. Był stypendystą w Diaspora Research Institute na Uniwersytecie Telawiwskim. Także w 1982 z wyróżnieniem obronił pracę doktorancką. W 1990 praca została opublikowana jako „Jews in the Sieniawski- Czartoryski Territories”. W 2000 pracę uhonorowano Nagrodą im. Fundacji Jerzego Milewskiego. W 1983 Moshe Rosman uzyskał habilitację. W 1984 doktorat Rosmana wyróżniono Nagrodą Jefroykin z Żydowskiego Funduszu Narodowego za najlepszą pracę na temat Żydów wschodnioeuropejskich. Od 1994 kierował Katedrą Studiów nad Chasydyzmem, a także Katedrą Historii Żydów Europy Wschodniej. Od 1995 pełni funkcję profesora nadzwyczajnego. Moshe Rosman był pracownikiem naukowym na Uniwersytecie Telawiwskim i wyższej uczelni hebrajskiej w Jerozolimie, dwukrotnie pracownikiem naukowym w Centrum Studiów Żydowskich Katz na Uniwersytecie Pensylwanii (2003, 2006). Był też profesorem wizytującym na Uniwersytecie Michigan (1989, 1997), Uniwersytecie Torontońskim, Uniwersytecie Brandeisa w Bostonie, Uniwersytecie Teksańskim w Austin, Uniwersytecie Yale, Uniwersytecie Lipskim, Uniwersytecie Karoliny Północnej, Uniwersytecie Wileńskim, Uniwersytecie Salomona w Kijowie (1995), Uniwersytecie Pensylwanii w Filadelfii oraz na Uniwersytecie Wrocławskim (2010 i 2016).
Brał udział w naukowych konferencjach organizowanych przez Uniwersytet Wrocławski: „Żydzi w społeczeństwie dawnej Rzeczypospolitej” w 2005 oraz „Modern Jewish Culture” w 2008. Uczestniczył w warsztatach dla młodych badaczy z Izraela i Polski.
W 2009 przeniósł się do Manfred Lecman, aby uczyć się w żydowskiej szkole na Uniwersytecie Pensylwanii. Od 2010 był konsultantem Muzeum Historii Żydów Polskich w Warszawie. W 2013 był jednym z redaktorów potrójnego numeru periodyku „Jewish History”. W 2014 uczestniczył w międzynarodowej konferencji „Czech-Jewish and Polish-Jewish Studies: (Dis)Similarities”. W październiku 2015, w ramach projektu Centrum Chase’, a i przy wsparciu Izraelskiego Centrum Kultury przy ambasadzie Izraela na Ukrainie, w Akademii Kijowsko-Mohylańskiej przeprowadził szkolenie na temat „Konflikty, spory i zbliżenie się do historii Żydów we wczesnym okresie nowożytnym”. Profesor Rosman przeprowadził szeroko zakrojone badania w ukraińskich i polskich archiwach. Jeden z jego projektów badawczych był skierowany na badanie roli żydowskiej kobiety w Rzeczypospolitej Obojga Narodów. 15 listopada 2015 Moshe Rosman został uhonorowany tytułem doktora honoris causa podczas święta Uniwersytetu Wrocławskiego. W grudniu 2015 uczestniczył w inauguracyjnym spotkaniu seminarium dla polskich doktorantów w Muzeum w Warszawie.
Moshe Rosman wcześniej działał jako członek komitetu izby w publikacjach Komitetu Nagrody Zalman Shazar, a także był członkiem zarządu towarzystwa historycznego, komitetu doradczego ds. nauki historii w szkołach religijnych i w radzie nadzorczej Światowego Związku Badań Żydowskich. Obecnie jest członkiem zarządu archiwum historii narodu żydowskiego, a także w izbie komisji stypendium Fundacji Rothschilda. Od 1993 należy do rady dziennika „Syjon” Moshe Rosman jest członkiem grupy badawczej pod nazwą „W drodze do nowej historii chasydyzmu” na Uniwersytecie Hebrajskim w Jerozolimie.

## Życie prywatne
Od 1970 jest żonaty z Lynne (Reed) Rosman. Ma sześcioro dzieci i piętnaścioro wnucząt.

## Nagrody
Mosze Rosman jest laureatem National Jewish Book Award (1996, 2009), Zalman Shazar (2000), Nagrody Fundacji im. Jerzy Milewskiego (2000) i Jordan Schnitzer Award of the Association for Jewish Studies (2010).

## Dzieła
Książki Rosmana otrzymały nagrody w Stanach Zjednoczonych, Izraelu i Polsce. Jego książki i artykuły naukowe przetłumaczono na wiele języków, w tym na język polski. Napisał między innymi:
- Founder of Hasidism: A Quest for the Historical Ba’al Shem Tov (1996).
- How Jewish Is Jewish History? (2007).
- The Lord’s Jews: Magnate-Jewish Relations in the Polish-Lithuanian Commonwealth during the Eighteenth Century (Harvard Ukrainian Research Institute Publications)
- Thinking about Polish Jewish History Stories That Changed History: The Unique Career of Shivhei Ha-Besht

Razem z Jeremym Cohenem wydał książkę Rethinking European Jewish History.

### Opis
Książka Founder of Hasidism. A Quest for the Historical Ba’al Shem Tov poświęcona Izraelowi Baal Szem Tow, domniemanemu twórcy chasydyzmu, okazała się przełomowym studium zmieniającym nie tylko sposób badania historii tego najważniejszego żydowskiego ruchu mistycznego, ale również decydująco wpłynęła na ogólniejsze metodologiczne kierunki rozwoju historiografii żydowskiej ostatnich dwudziestu lat.” – Moshe Rosman, doktor honoris causa Uniwersytetu Wrocławskiego, Wrocław 2016.
How Jewish Is Jewish History (2007) to fundamentalne studium z historiografii żydowskiej, praca porządkującą refleksję metodologiczną nad stanem tej historiografii, jej głównymi tendencjami, ograniczeniami, osiągnięciami oraz kierunkami możliwego rozwoju.” – Moshe Rosman, doktor honoris causa Uniwersytetu Wrocławskiego, Wrocław 2016.